# Çeşme

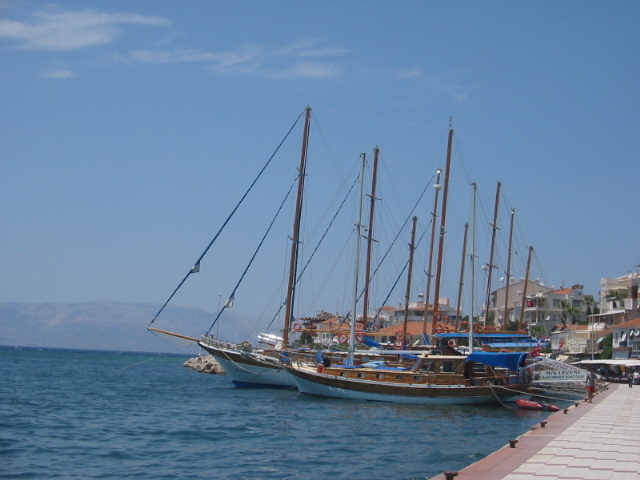
Iots al port de Çeşme.

Çeşme (antigament Česhme, pronunciat Txeixme) és un districte i una vila de Turquia a la Província d'Esmirna, que ocupa la península de Karaburun (Urla), davant de l'illa grega de Quios. El districte té 260 km² i 40.700 habitants i la vila uns 27.000 (2006). El 1950 la vila tenia 3.706 habitants i el districte 12.337.

## La vila
És un centre turístic. Destaca a la rodalia l'estació termal d'Ilıca (Ilidja) o Şifne; altres llocs destacats són Altunyunus i Tursite mentre Çeşmealtı és al districte veí d'Urla; les platges més famoses de la costa són Çiftlikköy (Çatalazmak), Dalyanköy, Reisdere, Küçükliman, Paşalimanı, Ayayorgi, Kocakarı, Kum, Mavi i Pırlanta.
A la ciutat destaca el castell o ciutadella, originalment un fortí genovès. L'almirall Cezayirli Gazi Hasan Paşa, que era el segon del kapudan paixà a la batalla de Çeşme del 1770 i després fou gran visir otomà, té una estàtua dedicada. Una estació de caravanes fou construïda el 1528 per Solimà el Magnífic i és avui dia un hotel. Una gran església grega, Ayios Haralambos, data del segle xix.

## Nom
Fou l'antiga "Kysos" (llatí "Kysus") i es creu que depenia d'Eritrea (moderna Ildırı). El seu nom turc actual vol dir "font". Els otomans van fundar la vila a uns 2 km al sud i va portar el nom de Çeşmeköy i després es va unir amb un altre nucli. Els grecs l'anomenaven Κρήνη (Kríni o Krēnē).

## Història
Al segle xiv era part del Beylik d'Aydın-oğhlu i més tard formà part del sandjak d'Aydın. Va passar als otomans sota Baiazet II. La ciutadella i la mesquita de Baiazet estan datades el 1508. La ciutat fou atacada el 1779 per una flota russa dirigida per Spiridov, Orlov i Elphinston que havia vingut per ajudar els grecs maïnotes revoltats; el Kapudan Paixà Husam al-Din, amb una petita flota, s'hi va enfrontar; els dos vaixells almiralls van quedar destruïts a la batalla (5 de juliol de 1779); els russos van obtenir la victòria i la flota otomana fou destruïda totalment l'endemà. Aquesta victòria va portar a la pau de Küčük Kaynardja.

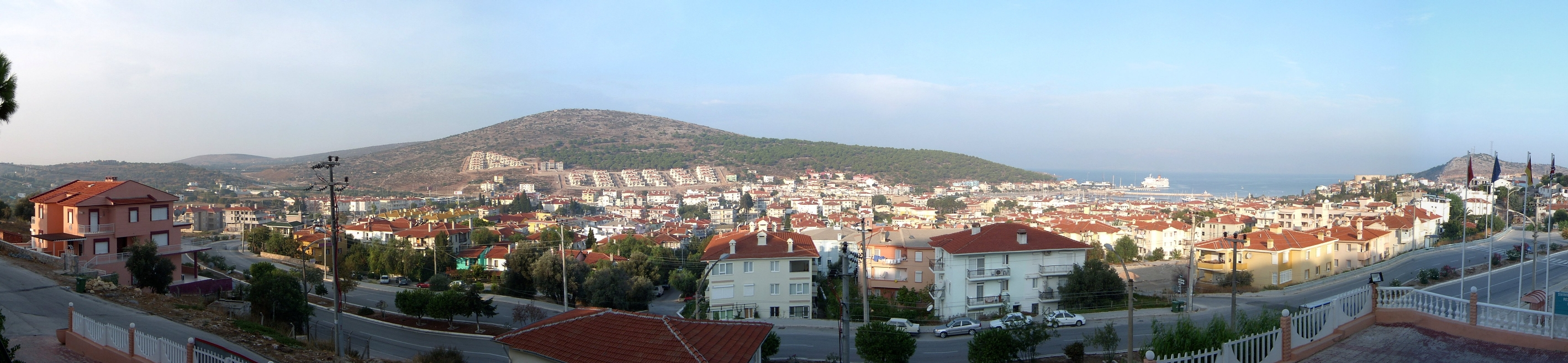
Çeşme, panorama.